# Víctor Borja
Víctor Hugo Borja Morca, né le 28 juillet 1912, à Guadalajara (Mexique) et mort le 8 novembre 1954, est un joueur mexicain de basket-ball.

## Palmarès
- Troisième des Jeux olympiques d'été de 1936